# Генерал танкових військ

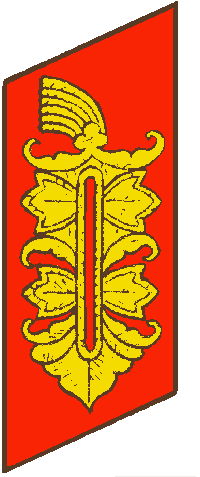
Петлиця генерала танкових військ

Генера́́л та́нкових військ (нім. General der Panzertruppe) — військове звання генеральського складу в Збройних силах Німеччини (Вермахт, Бундесвер). У Вермахті звання генерала танкових військ знаходилося за старшинством між генерал-лейтенантом та генерал-полковником.
Це звання правильніше називати «генерал роду військ», тому що воно дорівнювалося до чинів:
- «генерал від інфантерії»,
- «генерал кавалерії»,
- «генерал артилерії»,
- «генерал парашутних військ»,
- «генерал гірсько-піхотних військ»,
- «генерал авіації»,
- «генерал інженерних військ»,
- «генерал зенітних військ»,
- «генерал військ зв'язку» тощо.

Введено у 1935 році. У військах СС відповідало званню обергрупенфюрер СС і генерал Ваффен-СС.

## Генерали танкових військТретього Рейху
| - Ганс-Юрген фон Арнім (Hans-Jürgen von Arnim), з 4 грудня 1942 — генерал-полковник - Герман Бальк (Hermann Balck) (1893—1982) - Еріх Бранденбергер (Erich Brandenberger) (1882—1955) - Герман Брайт (Hermann Breith) (1892—1964) - Вальтер Венк (Walther Wenck) (1900—1982) - Йозеф Гарпе (Josef Harpe) (1887—1986), з 20 травня 1944 — генерал-полковник - Зігфрід Генріці (Sigfrid Henrici) (1889—1964) - Трауготт Герр (Traugott Herr) (1890—1976) - Фріц Губерт Грезер (Fritz-Hubert Graeser) (1888—1960) - Ганс-Валентін Губе (Hans-Valentin Hube) (1890—1944) (з 20 квітня 1944 — генерал-полковник) - Альфред фон Губіцкі (Alfred Ritter von Hubicki) (1887—1971) - Гайнц Вільгельм Гудеріан (Heinz Wilhelm Guderian) (1888—1954), з 19 липня 1940 — генерал-полковник - Карл Декер (Karl Decker) (1897—1945) - Генріх Ебербах (Heinrich Eberbach) (1895—1992) - Максиміліан фон Едельсгайм (Maximilian von Edelsheim) (1897—1994) - Ганс-Карл фон Есебек (Hans-Karl Freiherr von Esebeck) (1892—1955) - Дітріх фон Заукен (Dietrich von Saucken) (1892—1980) - Фрідолін фон Зенгер унд Еттерлін (Fridolin von Senger und Etterlin) (1891—1963) - Вернер Кемпф (Werner Kempf) (1886—1964) - Мортімер фон Кессель (Mortimer von Kessel) (1893—1981) - Фрідріх Кірхнер (Friedrich Kirchner) (1885—1960) - Ульріх Клеманн (Ulrich Kleemann) (1892—1963) - Отто фон Кнобельсдорф (Otto von Knobelsdorff) (1886—1966) - Адольф-Фрідріх Кунтцен (Adolf-Friedrich Kuntzen) (1889—1964) - Фрідріх Кюн (Friedrich Kühn) (1889—1944) - Ганс Крамер (Hans Cramer) (1896—1968) - Людвіг Крювель (Ludwig Crüwell) (1892—1958) - Вальтер Крюгер (Walter Krüger) (1892—1973) - Вілібальд фон Лангерманн (Willibald von Langermann) (1890—1942) | - Йоахім Лемельзен (Joachim Lemelsen) (1888—1954) - Генріх фон Лютвіц (Heinrich von Lüttwitz) (1896—1969) - Сміло фон Лютвіц (Smilo von Lüttwitz) (1895—1975) - Освальд Люц (Oswald Lutz) (1876—1944) - Гассо фон Мантойффель (Hasso von Manteuffel) (1897—1978) - Карл Маус (Karl Mauss) (1898—1959) - Вальтер Модель (Walter Model), з 28 лютого 1942 — генерал-полковник, з 1 березня 1944 — генерал-фельдмаршал - Вальтер Нерінг (Walther Nehring) (1892—1983) - Фрідріх Паулюс (Friedrich Paulus) (1890—1957), з 30 листопада 1942 — генерал-полковник, з 31 січня 1943 — генерал-фельдмаршал - Георг-Ганс Райнгардт (Georg-Hans Reinhardt), з 1 січня 1942 — генерал-полковник - Ганс Реттігер (Hans Röttiger) (1896—1960) - Ервін Роммель (Erwin Rommel) (1891—1944), з 24 січня 1942 — генерал-полковник, з 2 червня 1942 — генерал-фельдмаршал - Вільгельм фон Тома (Wilhelm von Thoma) (1891—1948) - Рудольф Фаєль (Rudolf Veiel) (1883—1956) - Густав Фен (Gustav Fehn) (1892—1945) - Густав фон Ферст (Gustav von Vaerst) (1894—1975) - Ернст Фессманн (Ernst Feßmann) (1881—1962) - Генріх фон Фітингоф (Heinrich von Vietinghoff) (1887—1952), з 1 вересня 1943 — генерал-полковник - Вольфганг Фішер (Wolfgang Fischer) (1888—1943) - Ніколаус фон Форманн (Nikolaus von Vormann) (1895—1959) - Вальтер Фріз (Walter Fries) (1894—1982) - Ганс фон Функ (Hans von Funck) (1891—1979) - Фердинанд Шаль (Ferdinand Schaal) (1889—1962) - Лео Гайр фон Швепенбург (Leo Geyr von Schweppenburg) (1886—1974) - Герхард фон Шверін (Gerhard Graf von Schwerin) (1899—1980) - Рудольф Шмідт (Rudolf Schmidt) (1886—1957), з 1 січня 1942 — генерал-полковник - Георг Штумме (Georg Stumme) (1886—1942) - Горст Штумпф (Horst Stumpff) (1897—1958) - Георг Яуер (Georg Jauer) (1896—1971) |

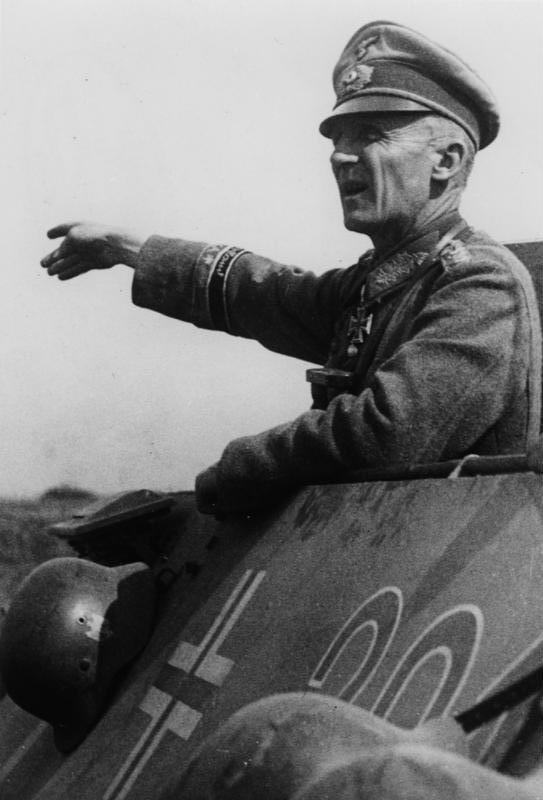
Генерал танкових військ Гассо фон Мантойффель. 1944
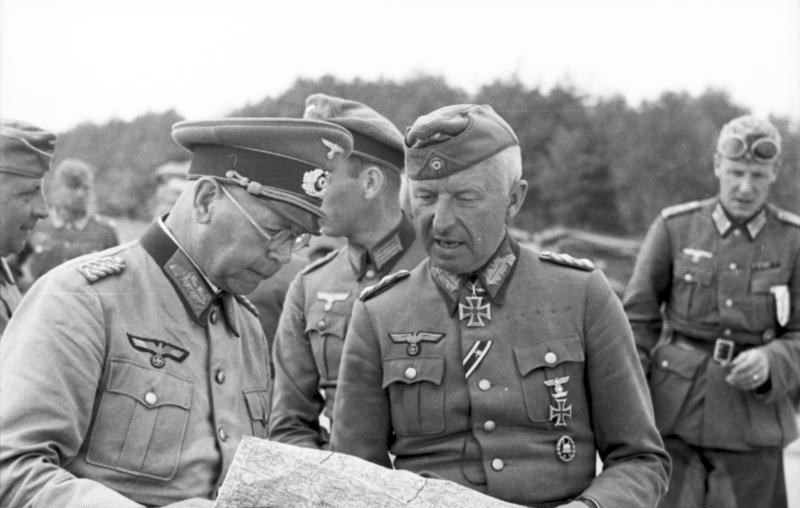
Генерал танкових військ Еріх Бранденбергер (ліворуч) з генерал-фельдмаршалом Еріхом фон Манштейном 1941
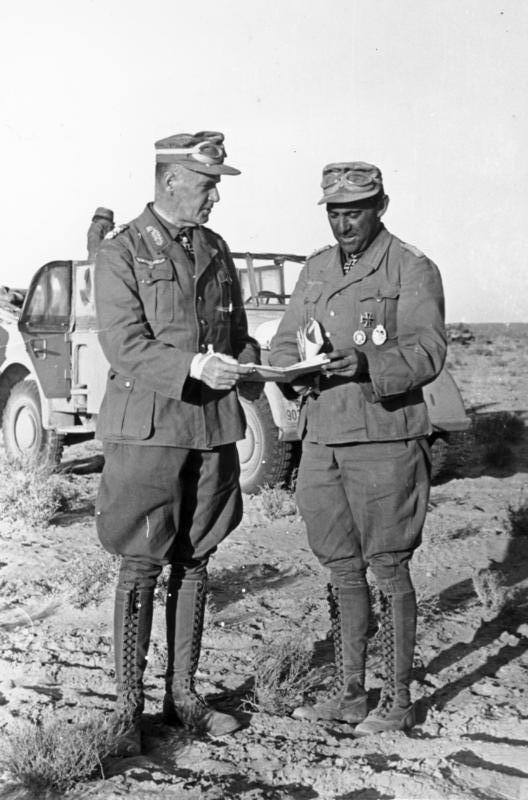
Генерал танкових військ Людвіг Крювель (ліворуч). Північна Африка. 1942